# Georges Groulx
Pour les articles homonymes, voir Groulx.
Georges Groulx est un homme de théâtre québécois né le 26 juin 1922 à Ville Saint-Laurent et mort le 9 février 1997  à Montréal.

## Biographie

### Les années d'apprentissage
Georges Groulx effectue son cours classique au collège de Saint-Laurent où il démontre déjà un vif intérêt pour le théâtre. Il est remarqué par le père Émile Legault, animateur théâtral qui fonde, en 1937, la troupe pionnière des Compagnons de saint Laurent. En 1939, à l’invitation du Père Legault et de sa sœur Marguerite Groulx, première comédienne à faire partie de la troupe, il rejoint les Compagnons. D’abord affecté à diverses tâches – balayeur de plateau, peintre des décors, machiniste, souffleur, régisseur – il se produit bientôt dans des pièces à caractère religieux qui constituent alors le répertoire des Compagnons, comme La Mort à cheval d’Henri Ghéon (1941),,,. En 1941, après son cours classique, il étudie une année à l’École du meuble de Montréal, et une autre à la faculté des Lettres de l’Université de Montréal, où il obtient son diplôme en 1943.
Très actif au sein des Compagnons de saint Laurent, il y joue une quarantaine de rôles dans un répertoire de plus en plus varié, révélant d’abord son grand talent d’acteur comique, et sa fascination pour Molière (dont il jouera, au total, une quinzaine de pièces). Ses interprétations du rôle-titre des Fourberies de Scapin (1944, 1951) et de Sganarelle dans Le Médecin malgré lui (1947) sont louées par la critique, cette dernière lui valant le prix d’interprétation masculine de langue française au Festival dramatique national. Guidé par Émile Legault, il fait aussi ses premières armes à la mise en scène, notamment avec Le Bourgeois gentilhomme de Molière (1945) et Les Gueux au paradis de Martens et Obey (1947).
C’est aussi au sein des Compagnons de saint Laurent que Georges Groulx fait la connaissance de la comédienne Lucille Cousineau, qui deviendra sa femme en septembre 1947 et lui donnera quatre enfants. Il montera sur scène avec elle plusieurs fois, l’une des premières avec Le Jeu de l’amour et du hasard de Marivaux (1945). Il y tisse également des liens avec d’autres pionniers du théâtre québécois, tels Jean-Louis Roux, Jean Gascon, Jean Coutu, Huguette Oligny, Denise Pelletier, Hélène Loiselle, Thérèse Cadorette, ainsi que l’animateur Guy Mauffette et le chansonnier Félix Leclerc.

### De Paris à Montréal
En septembre 1948, titulaire d’une bourse du gouvernement français, Georges Groulx part pour la France en compagnie de Lucille Cousineau afin d'acquérir une véritable formation professionnelle. Il suit des cours d’art dramatique auprès de Bernard Bimont, de mime auprès d’Étienne Decroux (ex-professeur de Jean-Louis Barrault et de Marcel Marceau), de maquillage chez Lucien Arnaud, et de pose de voix avec des artistes de la Comédie-Française. Pendant ce séjour de près de trois ans, Georges Groulx joue dans plusieurs pièces, dont Le Misanthrope au théâtre de l'Ambigu, et Le Dépit amoureux de Molière (1948) avec la Compagnie d'art théâtral de Paris. À Paris, le couple Cousineau-Groulx se lie d’amitié avec d’autres couples de comédiens, dont Guy Provost et Denise Vachon, venus eux aussi se perfectionner en France. Ils rencontrent également Jean Faucher et Françoise Faucher, qu’ils convaincront de venir s’installer au Québec et dont ils resteront des amis proches.
En 1951, de retour au Québec, il se joint à Jean Gascon et Jean-Louis Roux, qu’il a côtoyés à Paris, ainsi que Guy Hoffman, Robert Gadouas, et Éloi de Grandmont pour fonder le théâtre du Nouveau Monde (TNM). Il joue dans la toute première production de la troupe, L’Avare de Molière, présentée le 9 octobre au théâtre du Gesù. Au cours des années suivantes, il interprétera une quinzaine d’autres rôles au sein de cette troupe, dont Monsieur Jourdain dans Le Bourgeois gentilhomme de Molière, à l’occasion d’Expo 67, en plus de monter la Double inconstance de Marivaux et les Mal-aimés de François Mauriac .

### Télévision et cinéma
En avril 1952, Georges Groulx est invité à rejoindre la jeune équipe de réalisateurs mise sur pied par Radio-Canada pour animer la télévision naissante. On lui confie la réalisation de la toute première émission dramatique, la pièce Œdipe roi de Sophocle, adaptée par Jean Cocteau, diffusée le 6 septembre 1952, lors de l’inauguration de la télévision française. Entre 1952 et 1956, il s’entoure de nombreux autres comédiens, décorateurs et autres artisans de talent et réalisera plus de trente télé-théâtres, parmi lesquels Jeanne et les Juges de Thierry Maulnier, Bobosse d’André Roussin, Antigone de Jean Anouilh, et L’Homme au parapluie de William Morum et William Dinner qui lui vaudra le trophée Frigon de la meilleure réalisation en 1954.
En 1956, il quitte son emploi de réalisateur pour retrouver la scène théâtrale qui lui manque. Il conservera néanmoins un lien fort avec le petit écran, interprétant quelque 70 rôles dans des télé-théâtres, et plus d’une vingtaine dans des téléromans et continuités dont : De 9 à 5, Joie de vivre, Les Enquêtes Jobidon, Septième nord et des émissions pour enfants comme Pinocchio,. Au cinéma, il joue notamment avec la comédienne Geneviève Bujold dans Roméo et Jeannette de Paul Almond (1965), et aux côtés de Louise Turcot et de Monique Mercure dans la comédie érotique Deux femmes en or de Claude Fournier (1970).

### Sur scène
Fort de son expérience radio-canadienne, Georges Groulx développe son talent de metteur en scène au cours des années suivantes. En 1963, L’Alcade de Zalamea de Pedro Calderón de la Barca, présentée au théâtre du Rideau Vert, lui vaut le prix de la meilleure mise en scène de l’année. Il signera, au total, plus de cinquante mises en scène pour de nombreux théâtres.
Parallèlement, il élargit son registre pour jouer des personnages de plus en plus complexes et dramatiques, tels ceux du dramaturge québécois Marcel Dubé (notamment Le Temps des lilas, 1958 ; Au retour des oies blanches, 1966 ; Le Coup de l’étrier, 1969; L’Été s’appelle Julie, 1975). Il participe à plusieurs tournées, dont une grande tournée européenne et pancanadienne avec le Théâtre du Nouveau Monde, en 1957, et une tournée à Moscou, Leningrad et Paris avec le Théâtre du Rideau Vert, en 1966, où il met en scène Le Songe d'une nuit d'été de Shakespeare.
À la fin des années 1950 et au début des années 1960, il est également très actif sur les scènes des théâtres d’été québécois, alors en pleine effervescence. Il participe à la fondation et à la direction artistique de plusieurs d’entre eux : le théâtre de l’Escale, à Percé; le théâtre de Marjolaine, à Eastman; le théâtre de l’Estérel, à Ste-Marguerite-du-Lac-Masson; et le théâtre des Prairies, à Joliette. Il y monte et y interprète notamment plusieurs pièces de boulevard, telles Feu la mère de Madame (1957), Léonie est en vacances (1960) et Le Système Ribadier (1963) de Georges Feydeau, un de ses auteurs de prédilection.

### L’œuvre de pédagogue
En parallèle à son travail sur scène, Georges Groulx consacre une part importante de ses activités à la formation des jeunes acteurs et actrices. En 1958, il fonde l’Atelier Georges Groulx, visant à pallier le grand besoin de formation chez les jeunes acteurs. Une vingtaine de comédiens et comédiennes de la jeune génération viennent s’y perfectionner et suivent ses cours du soir en techniques théâtrales. Plusieurs d’entre eux poursuivront des carrières sur scène : Françoise Graton, Élizabeth Chouvalidzé, François Tassé, Margot Campbell, Amulette Garneau, Jacques Zouvi, Claude Préfontaine, Ronald France, Mirielle Lachance, Yvon Thiboutot, Luce Guilbeault, Louise Marleau, Jacques Godin, ainsi que l’humoriste Yvon Deschamps, le chanteur Claude Léveillée, le réalisateur Richard Martin et la journaliste Denise Bombardier, pour ne nommer que ceux-là. En 1961 et 1962, il enseigne également à l’École nationale de théâtre du Canada.
En 1962, le manque de temps l’oblige à fermer l’Atelier mais il accepte l’année suivante le poste de professeur de répertoire et d’interprétation au Conservatoire d’art dramatique de Montréal, poste qu’il occupera pendant une vingtaine d’années.
En février 1964, avec ses amis Gilles Pelletier et Françoise Graton, il monte la pièce Iphigénie de Racine devant un public étudiant au Gesù. Le succès est tel que tous trois décident de créer une troupe, la Nouvelle Compagnie théâtrale (NCT), qui deviendra le théâtre Denise-Pelletier en 1997. Sa mission sera de présenter aux jeunes les grandes œuvres de la dramaturgie universelle. Premier directeur artistique de la NCT, Georges Groulx y mettra en scène une dizaine de pièces dont Le Jeu de l’amour et du hasard de Marivaux (1965 et 1969), La Locandiera de Carlo Goldoni (1965), Dom Juan de Molière (1967) et Des souris et des hommes de John Steinbeck (1970),.
À compter de 1965, de graves problèmes de santé l’obligent à ralentir le rythme et le forcent à prendre une retraite anticipée au début des années 1980.
Créateur et interprète original, doté d’une grande culture théâtrale, Georges Groulx est considéré par les critiques comme l’un des piliers et l’un des plus grands pédagogues du théâtre québécois,,,. En mai 1993, le Cégep de Saint-Laurent lui rend hommage en inaugurant, en sa présence, le studio-théâtre Georges-Groulx, voué à la formation de jeunes comédiens. Il meurt d’une maladie pulmonaire le 9 février 1997.

## Citations
« Le théâtre est une économie de moyens, non un épuisement. Exprimez la situation et vous serez le personnage. […] Il ne faut pas jouer à jouer. Il faut jouer à être. »
« L'homme de théâtre ne crée pas. Comme le peintre ou l'écrivain, il recrée. Sa matière est là, écrite, déjà grouillante de la vie qu'on va lui donner. On joue à être un autre. Et c'est comme ça qu'on est plus soi. Quelle sensibilité et quel respect il faut pour servir le texte sans penser à se servir! C'est cela le théâtre: vivre par un autre. »
« […] le théâtre est plus nourrissant quand il est universel. Cela dit, je pense qu’on tente de nos jours des expériences qui ont sûrement quelque chose de valable, même si personnellement je ne m’y sens pas impliqué. Par exemple, parlons de la langue. On écrit actuellement du théâtre en « canayen », en joual, je n’ai rien, mais rien du tout contre ça. J’ai même beaucoup d’admiration pour un gars comme Tremblay (qui a les qualités d’un vrai dramaturge), pourtant j’aurais du mal, je crois, à jouer dans ses pièces. Pour moi, je parle de façon très personnelle, le joual à la scène ne serait pas naturel. Ça n’enlève rien à ce genre de théâtre. »

## Théâtre

### En tant qu'acteur
- 1940 : Le Mystère de la messe d’Henri Ghéon, Compagnons de Saint-Laurent : Adam
- 1941 : L'Enfer contre l'autel de Jacques Debout, Compagnons de Saint-Alphonse
- 1941 : La Mort à Cheval d’Henri Ghéon, Compagnons de Saint-Laurent : Grégoire
- 1941 : Le Jeu de Saint Laurent d’Henri Ghéon, Compagnons de Saint-Laurent : Le marchand de Choux
- 1942 : Le Jeu de Robin et Marion de Gustave Cohen, Compagnons de Saint-Laurent : Le chevalier
- 1942 : Le jeu d'Adam et Ève de Gustave Cohen, Compagnons de Saint-Laurent : La figure
- 1942 : Noé d’André Obey, Compagnons de Saint-Laurent : Sem
- 1942 : On ne badine pas avec l'amour d’Alfred de Musset, Compagnons de Saint-Laurent : Don Blazius
- 1943 : Saint-François d’Henri Ghéon, Compagnons de Saint-Laurent : Frère Brebis
- 1943 : Le Chant du berceau de Gregorio Martinez-Sierra et Maria Martinez-Sierra, Compagnons de Saint-Laurent : Le médecin
- 1944 : Le Barbier de Séville de Beaumarchais, Compagnons de Saint-Laurent : Bartholo
- 1944, 1945, 1951 : Les Fourberies de Scapin de Molière, Compagnons de Saint-Laurent : Scapin
- 1945 : Le Pauvre sous l'escalier d’Henri Ghéon, Compagnons de Saint-Laurent : Le portier
- 1945 : Picrochole de Léon Chancerel, Compagnons de Saint-Laurent : Merdaille
- 1945 : Le Jeu de l'amour et du hasard de Marivaux, Compagnons de Saint-Laurent : Arlequin
- 1946 : Le Bal des voleurs de Jean Anouilh, Compagnons de Saint-Laurent : Peterbono
- 1946 : La Nuit des rois de Shakespeare, Compagnons de Saint-Laurent : Sire Tobie
- 1946 : Antigone de Jean Anouilh, Compagnons de Saint-Laurent : Le garde
- 1946 : Les Romanesques d’Edmond Rostand, Compagnons de Saint-Laurent : Straforel
- 1947 : Andromaque de Racine, Compagnons de Saint-Laurent : Phoenix
- 1947, 1948 : Le Médecin malgré lui de Molière, Compagnons de Saint-Laurent : Sganarelle
- 1947 : Léocadia de Jean Anouilh, Compagnons de Saint-Laurent : Le maître d'hotel
- 1947 : Maluron de Félix Leclerc, Compagnons de Saint-Laurent : Le père Chalumiau
- 1947 : Apollon de Bellac de Jean Giraudoux, Compagnons de Saint-Laurent : Le président
- 1947 : La Savetière prodigieuse de Garcia Lorca, Compagnons de Saint-Laurent : Le maire
- 1947 : Les Gueux au paradis de G. M. Martens et André Obey, Compagnons de Saint-Laurent : Rietje
- 1948 : Le Misanthrope de Molière, théâtre de l'Ambigu à Paris : Oronte
- 1948 : Le Dépit amoureux de Molière, Compagnie d'art théâtral de Paris : Gros-René
- 1948 : Le Jeu de l'amour et du hasard de Marivaux, Compagnie d'art théâtral de Paris : Pasquin
- 1949 : Le Noël sur la place d’Henri Ghéon, Maison canadienne à Paris : Josaphat
- 1951 : Mozart de Sacha Guitry et Raynaldo Hahn : Grimaud, laquais
- 1951 : Le Réveil de la Belle au Bois dormant de Paul Clos, théâtre d'Arlequin : Barbe-Bleue
- 1951 : L'Avare de Molière, théâtre du Nouveau Monde : Maître Simon, courtier, et un commissaire
- 1952 : Célimare le bien-aimé d’Eugène Labiche, théâtre du Nouveau Monde : Borardon
- 1952 : Federigo de René Laporte, Compagnons de Saint-Laurent
- 1952 : Maître après Dieu de Jean de Hartog, théâtre du Nouveau Monde : Bruinsma
- 1953 : La Cuisine des anges d’Albert Husson, théâtre du Nouveau Monde : Joseph
- 1953 : Le Bourgeois gentilhomme de Molière,théâtre du Nouveau Monde : Covielle, Maître Simon et Le Commissaire
- 1954 : Le Cocu imaginaire (Gros-René), Le Mariage forcé (Marphurius) et La Jalousie du barbouillé (le docteur) de Molière, théâtre du Nouveau Monde (reprise en 1958)
- 1954 : Sébastien d’Henri Troyat, Théâtre-Club : Arbisseau
- 1954 : Les Hussards de Pierre-A. Bréal, théâtre du Nouveau Monde : Un hussard
- 1955, 1956, 1957 : Le Printemps de la Saint-Martin de Noël Coward, au studio Anjou (Jean Duceppe) avec la Compagnie de l'Escale à Percé : Frédéric
- 1955 : Azouk d’Alexandre Rivemale, théâtre du Nouveau Monde : L'évadé
- 1956 et 1958 : Le Malade imaginaire de Molière, théâtre du Nouveau Monde : Monsieur Bonnefoy et Monsieur Purgon
- 1957 : Feu la mère de madame de Georges Feydeau, Compagnie de l'Escale à Percé : Lucien
- 1957 : La Fleur à la bouche de Luigi Pirandello, Compagnie de l'Escale à Percé : Un paisible client
- 1957 : L'Homme au parapluie de William Morum et William Dinner, Compagnie de l'Escale à Percé : Inspecteur Martin
- 1957 : Un chapeau de paille d'Italie d’Eugène Labiche, théâtre du Nouveau Monde : Fadinard
- 1957 : Treize à table de Marc-Gilbert Sauvajon, Compagnie de l'Escale à Percé : Antoine Villardier
- 1958 : Le Temps des lilas de Marcel Dubé, théâtre du Nouveau Monde (en tournée) : Horace
- 1959 : Clérambard de Marcel Aymé, théâtre du Nouveau Monde : Galuchon
- 1959 : La Mamma d’André Roussin, Comédie-Canadienne : Père Giovanni
- 1960 : Pantagleize de Michel de Ghelderode, théâtre du Nouveau Monde : Pantagleize
- 1960 : Léonie est en avance de Georges Feydeau, théâtre de Marjolaine : Toudoux
- 1960 : La Paix chez soi de Georges Courteline, théâtre de Marjolaine : Trielle
- 1961 : Le Mari, la Femme et la Mort d’André Roussin, Théâtre-Club : Sébastien
- 1961 : Deux femmes terribles d’André Laurendeau,théâtre du Nouveau Monde : Wilfrid
- 1961 : Le Mouton blanc de la famille de Garde Peach et Jan Hay, théâtre de Marjolaine : Le vicaire
- 1961 : La Peur des coups de Georges Courteline, théâtre de Marjolaine : Lui
- 1961 : On purge bébé de Georges Feydeau, théâtre de Marjolaine : Follavoine
- 1962 : La Double Inconstance de Marivaux, théâtre du Nouveau Monde : Trivelin
- 1962 : La Puce à l'oreille de Georges Feydeau, théâtre du Rideau vert : docteur Finache
- 1962 : La Cuisine des anges d’Albert Husson, théâtre des Prairies : Joseph
- 1962 : Qui s'y frotte, s'y pique! de Jean Rafa et R. Joubert, théâtre du Rideau vert
- 1963 : Treize à table de Marc-Gilbert Sauvajon, théâtre du Rideau vert : Frédéric
- 1963 : Le Système Ribadier de Georges Feydeau, théâtre de l'Estérel : Ribadier
- 1963 : L'Ombre d'un franc-tireur de Sean O'Casey, théâtre du Nouveau Monde : Seumas Shields
- 1963 : L'Avare de Molière, théâtre du Nouveau Monde : La Flèche
- 1964 : Le Complexe de Philémon de Jean Bernard-Luc, Centre d'art de l'Estérel : Psychiatre
- 1964 : Un Mois à la campagne d’Ivan Tourgueniev, théâtre du Rideau vert : Schpieguelski
- 1965 : Le Songe d'une nuit d'été de Shakespeare, théâtre du Rideau vert : Bottom
- 1965 : Une Folie de Sacha Guitry,théâtre de l'Égrégore : Jean-Louis Cousinet
- 1967 : Les Femmes savantes de Molière, Nouvelle Compagnie théâtrale : Vadius
- 1967 : Le Bourgeois gentilhomme de Molière, théâtre du Nouveau Monde : Monsieur Jourdain
- 1967 : C'est maintenant qu'il faut boire de Guy Fournier, théâtre de North Hatley : Georges Montplaisir
- 1967 : Le Système Ribadier de Georges Feydeau, Pavillon du Canada (Terre des Hommes)
- 1968 : La Vie quotidienne d'Antoine X… de Marcel Dubé : Antoine X
- 1969 : Mantilles et mystères de Pedro Calderón de la Barca, Nouvelle Compagnie théâtrale
- 1971 : Une Folie de Sacha Guitry, théâtre des Prairies à Joliette : Jean Louis Cousinet
- 1971 : Chère Janet Rosenberg, cher monsieur Kooning de Stanley Evening, théâtre de Quat'Sous : Alec Kooning
- 1972 : Dom Juan de Molière, Nouvelle Compagnie théâtrale : Monsieur Dimanche
- 1974 : La Main passe de Georges Feydeau, théâtre du Nouveau Monde : Étienne
- 1975 : Antigone de Sophocle, Nouvelle Compagnie théâtrale : Le garde de Créon
- 1975 : L'Été s'appelle Julie de Marcel Dubé, Bateau-théâtre L'Escale : Ludovic
- 1976 : Pieds nus dans le parc de Niel Simon, au théâtre de Quat'Sous : Velasco
- 1978 : Piège pour un homme seul de Robert Thomas, théâtre de Quat'Sous : Le commissaire de police
- 1978 : Nina d’André Roussin, théâtre des Marguerites
- 1980 : Smoking pour Capri de Guy Fournier, au théâtre d’été du lac Delage

### En tant que metteur en scène
- 1945 : Le Bourgeois gentilhomme de Molière, Compagnons de Saint-Laurent
- 1947 : Les Gueux au paradis de G. M. Martens et André Obey, Compagnons de Saint-Laurent
- 1949 : Le Noël sur la place d’Henri Ghéon, Maison canadienne à Paris
- 1951 : Les Fourberies de Scapin de Molière, Compagnons de Saint-Laurent
- 1956 : Le Printemps de la Saint-Martin de Noël Coward, studio Anjou (Jean Duceppe)
- 1957 : Feu la mère de madame de Georges Feydeau, compagnie de l'Escale
- 1957 : La Fleur à la bouche de Luigi Pirandello, compagnie de l'Escale
- 1957 : L'Homme au parapluie de William Morum et William Dinner, compagnie de l'Escale
- 1959 : Plainte contre inconnu de Georges Neveux, atelier Georges Groulx
- 1959 : Les Boulingrins de Georges Courteline, atelier Georges Groulx
- 1959 : Une mesure de silence de Maurice Blackburn
- 1960 : Pirouette de Maurice Blackburn
- 1960 : Léonie est en avance de Georges Feydeau, théâtre de Marjolaine
- 1960 : La Paix chez soi de Georges Courteline, théâtre de Marjolaine
- 1961 : La Peur des coups de Georges Courteline, théâtre de Marjolaine
- 1961 : On purge bébé de Georges Feydeau, théâtre de Marjolaine
- 1961 : La Paix chez soi de Georges Courteline, atelier Georges Groulx
- 1961 : Au petit bonheur de Marc-Gilbert Sauvageon, atelier Georges Groulx
- 1961 : Le Triomphe de la médecine de Léon Chancerel, atelier Georges Groulx
- 1961 : Le Dépit amoureux de Molière, atelier Georges Groulx
- 1962 : La Double Inconstance de Marivaux, théâtre du Nouveau Monde
- 1962 : Le Dépit amoureux de Molière, théâtre du Gesù
- 1962 : La Cuisine des anges d'Albert Husson, théâtre des Prairies
- 1963 : L'Alcade de Zalamea de Pedro Calderón de la Barca, théâtre du Rideau vert
- 1963 : Le Système Ribadier de Georges Feydeau, théâtre de l'Estérel
- 1963 : Paris-Salade d’auteurs variés, théâtre du Nouveau Monde (conjointement avec Guy Hoffman)
- 1963 : Le Cocotier de Jean Guitton, théâtre de l'Estérel
- 1964 : Les Mal-aimés de François Mauriac, théâtre du Nouveau Monde
- 1964 : Un otage de Brendan Behan, théâtre du Rideau vert
- 1964 : Le Complexe de Philémon de Jean Bernard-Luc, Centre d'art de l'Estérel
- 1964 : Un mois à la campagne d’Ivan Tourgueniev, théâtre du Rideau vert
- 1964 : Iphigénie de Jean Racine, Nouvelle Compagnie théâtrale
- 1965, 1969 : Le Jeu de l'amour et du hasard de Marivaux, Nouvelle Compagnie théâtrale
- 1965 : Le Songe d'une nuit d'été de Shakespeare, théâtre du Rideau vert
- 1965 : Une maison... un jour… de Françoise Loranger, théâtre du Rideau vert
- 1965 : La Locandiera de Carlo Goldoni, Nouvelle Compagnie théâtrale
- 1966 : Jeanne et les juges de Thierry Maulnier, Nouvelle Compagnie théâtrale
- 1966 : Dom Juan de Molière, Nouvelle Compagnie théâtrale
- 1966 : Au retour des oies blanches de Marcel Dubé, Comédie-Canadienne
- 1967 : Les Caprices de Marianne d’Alfred de Musset, Nouvelle Compagnie théâtrale
- 1967 : Les Femmes savantes de Molière, Nouvelle Compagnie théâtrale
- 1968 : La Vie quotidienne d'Antoine X… de Marcel Dubé
- 1968 : Pieds nus dans le parc de Niel Simon, théâtre des Prairies
- 1968 : Le Système Ribadier de Georges Feydeau, théâtre des Prairies
- 1968 : Volpone de Jules Romains et Stefan Zweig, Nouvelle Compagnie théâtrale
- 1969 : Le Coup de l'étrier de Marcel Dubé, théâtre du Rideau vert (conjointement avec Yvette Brindamour)
- 1970 : Des souris et des hommes de John Steinbeck, Nouvelle Compagnie théâtrale
- 1971 : Léonie est en avance de Georges Feydeau, Conservatoire d'art dramatique de Montréal
- 1972 : Le Deuxième Coup de feu de Robert Thomas, théâtre des Prairies

## Filmographie

### Cinéma
- 1947 : Au parc Lafontaine de Pierre Pétel : le promeneur
- 1970 : Deux femmes en or de Claude Fournier : François-Xavier Lalonde
- 1975 : Les Vautours de Jean-Claude Labrecque : le notaire

### Télévision

#### Téléfilms et téléthéâtre

##### En tant qu'acteur
- 1954 : Les Fourberies de Scapin de Molière : Scapin
- 1955 : Sébastien d’Henri Troyat : Arbisseau (le peintre)
- 1956 : Sur la terre comme au ciel : Le commerçant hollandais
- 1956 : La Souriante madame Beudet
- 1956 : Knock ou le Triomphe de la médecine de Jules Romains : Mousquet
- 1956 : Le Faux départ de Louis Pelland : Innocentus
- 1957 : Le Médecin malgré lui de Molière : Sganarelle
- 1957 : Le Village du refus de Félix Leclerc : Le dur
- 1957 : Le Printemps de la Saint-Martin de Noël Coward : Frédéric Beauchamp
- 1957 : Les Lobbies de monsieur Mergenthwinker de Nelson Bond : Wilden
- 1957 : Les Grands départs de Jacques Languirand : Hector
- 1957 : L'Escroc prodigue de Jean Pellerin : L'escroc
- 1957 : L'Étoile de mer d’Irwin Shaw : Jonas Goodman
- 1957 : C.Q.F.D. de Françoise Loranger : Olivier Beaudry
- 1958 : Le Léviathan d’Yves Thériault : Bernard Vandois
- 1958 : Cargaison dangereuse de François Moreau : Carl
- 1958 : La Jalousie de Sacha Guitry
- 1958 : Quand les chefs s'amusent d’Eugène Cloutier
- 1958 : La Poudre aux yeux d’Eugène Labiche : M. Malingear
- 1958 : Le Dimanche, j'attends de Jean-Robert Rémillard : Néclesse
- 1958 : Frédéric Chopin d’Eugène Cloutier : Hiller
- 1959 : La Troisième victime de Dorothy Unah : Crane
- 1959 : Les Oiseaux de nuit de Jean Pellerin : Gustave
- 1959 : Derrière la grille de Paul Alain
- 1959 : Le Démon de midi et demi de Robert Choquette : Anatole Beaucage
- 1959 : On a changé Chester d’Arthur Hailey : Harold Train
- 1959 : Banquet au Chevreuil bleu de Sandor Torok : Anton Berghen
- 1959 : Le Mariage de Barillon de Georges Feydeau : Barillon
- 1959 : Procès pour meurtre d’Eugène Cloutier : L'inspecteur Beauchamp
- 1959 : La Cellule de Marcel Dubé : Oscar
- 1960 : La Rue de la liberté de Claude Jasmin : Le barbu
- 1960 : La Première légion d’Emmet Lavery : Dr Morell
- 1960 : L'Erreur de sa vie de F. Douglas Jackson : Le capitaine Caron
- 1960 : Un beau dimanche de septembre d’Huguette Halen : Frédéric
- 1960 : La Cagnotte d’Eugène Labiche : Bechut
- 1961 : Les Traitants de Jean Dumas : Un huissier
- 1961 : Un garçon d'honneur d’Antoine Blondin et Paul Guimard : Sir Docker
- 1961 : Histoires extraordinaires : Melmoth réconcilié de Guy Hoffmann
- 1962 : L'École des pères de Jean Anouilh : M. Orlas
- 1962 : Le Temps des lilas de Marcel Dubé : Horace
- 1962 : Comme tu me veux de Luigi Pirandello : Salesio
- 1962 : Oraison funèbre d’Hubert Aquin : Charles Brisson
- 1963 : Le Square de Marguerite Duras : Lui
- 1963 : Mille francs de récompense de Victor Hugo : Barutin
- 1963 : La Cuisine des anges d’Albert Husson : Joseph
- 1963 : Les Caprices de Marianne d’Alfred de Musset : Tibia
- 1963 : Dernière heure de Ben Hecht et Charles Macarthur : Baxter
- 1963 : Marius de Marcel Pagnol : Monsieur Brun
- 1963 : Quelqu'un parmi vous de Diego Fabbri : Le porteur
- 1963 : Le Roi viendra demain de Félix Leclerc : Le frère Jean
- 1964 : Les Petits-Bourgeois d’Alexis Gorki
- 1964 : Miss Mabel de Robert Cédric Shériff : Révérend Wilson
- 1964 : Père d’August Strindberg : Le pasteur
- 1965 : Tuez le veau gras de Claude Jasmin : Ubald
- 1965 : Marie-Octobre de Jacques Robert, Henri Jeanson et Julien Duvivier : Van Damme
- 1965 : La Cruche cassée de Heinrich von Kleist : Le greffier
- 1965 : Un cri qui vient de loin de Françoise Loranger : Le trappeur
- 1965 : Roméo et Jeannette de Paul Almond : le père de Jeannette
- 1966 : Le Voyage de monsieur Perrichon d’Eugène Labiche : Majorin
- 1966 : Au dessus-de tout de Paul Chamberland : Le professeur
- 1966 : Isabelle et le Pélican de Marcel Franck : Stéphane
- 1967 : Célimare le bien-aimé d’Eugène Labiche : Vernouillet
- 1968 : Médée de Marcel Dubé : Un visiteur
- 1968 : La Morte saison de Jacques Brault : Roméo
- 1968 : L'Apollon de Bellac de Jean Giraudoux : Un huissier
- 1968 : Table tournante d’Hubert Aquin : Henri
- 1968 : Le Complexe de Philémon de Jean-Bernard Luc : David Kouglow
- 1969 : À la monnaie du pape de Louis Velle : L'oncle
- 1971 : Entre midi et soir de Marcel Dubé : Frédéric
- 1971 : Au retour des oies blanches de Marcel Dubé : Achille
- 1972 : Bichon de Jean de Letraz : Edmond Fontanges
- 1974 : D'abord l'amour d’Eugène Cloutier : Un professeur
- 1975 : Othello de Shakespeare : Brabantio
- 1975 : Un sale égoïste de Françoise Dorin : Le médecin
- 1976 : L'Océan de Marie-Claire Blais : Jean
- 1977 : Les Consolations de Richard Lorain : Robert
- 1977 : Procès devant juge seul de Claude Jasmin : Le juge
- 1977 : Monsieur Zéro de Victor-Lévy Beaulieu : Dr Bertrand Gauthier
- 1977 : Cachez le violoncelle d’Ira Wallach : André Pellerin
- 1978 : Duplessis de Denys Arcand : Henri Gagnon
- 1978 : La Rose des sables de Roger Fournier : Georges
- 1978 : Le Procès d'Andersonville de Saul Levitt : Baker (l'avocat de la défense)
- 1980 : Les Violons de l'automne de Jacques Languirand : Lui
- 1980 : Son dernier rôle de Paul Toupin : Pierre

##### En tant que réalisateur et metteur en scène
- 1952 : Parades inédites (extraits de pièces italiennes)
- 1952 : La Paix chez soi de Georges Courteline
- 1952 : Œdipe roi de Jean Cocteau
- 1952 : L'Ours d’Anton Tchekhov
- 1952 : Manoir à vendre de Jean Lazare
- 1952 : L'Île aux pommes de Guy Dufresne
- 1952 : Le Dépit amoureux de Molière
- 1952 : La Nuit du 16 janvier d’Ayn Rand
- 1952 : Noël sur la place d’Henri Ghéon
- 1953 : Le Chant du cygne d’Anton Tchekhov
- 1953 : Malborough s'en va-t-en guerre de Marcel Achard
- 1953 : Jeanne et les juges de Thierry Maulnier
- 1953 : La Farce du pendu dépendu d’Henri Ghéon
- 1953 : Ondine de Jean Giraudoux
- 1953 : Bobosse d’André Roussin
- 1953 : Antigone de Jean Anouilh
- 1953 : Les Veuves de Michel Gréco
- 1954 : Treize à table de Marc-Gilbert Sauvageon
- 1954 : L'Homme au parapluie de William Morum et William Dinner
- 1954 : Les Mal-aimés de François Mauriac
- 1954 : Le Chant du berceau de Gregorio Martinez-Sierra et Maria Martinez-Sierra
- 1954 : Beau sang de Jules Roy
- 1954 : Les Fourberies de Scapin de Molière
- 1955 : Le Jeu de l'amour et du hasard de Marivaux
- 1955 : Le Barbier de Séville de Beaumarchais
- 1955 : Si je voulais... de Paul Geraldy et Robert Spitzer
- 1955 : Montserrat d’Emmanuel Roublès
- 1956 : La Double Inconstance de Marivaux
- 1956 : Plainte contre inconnu de Georges Neveux
- 1956 : Le Ciel des oiseaux d’Alexandre Rivemale
- 1957 : Le Médecin malgré lui de Molière
- 1960 : La Veuve joyeuse de Franz Lehár
- 1963 : La Cuisine des anges d’Albert Husson

#### Séries
- 1954-1957 : 14, Rue de Galais : le chauffeur Richard
- 1956 : Nérée Tousignant - coréalisateur (avec Denys Gagnon)
- 1956-1958 : Pinocchio : compère La Cerise
- 1957-1959 : Opération-Mystère : Tanar
- 1958-1961 : Le Courrier du roy : le mousquetaire
- 1959-1962 : Joie de vivre : Henri Labelle
- 1960 : Arsène Lupin
- 1962-1966 : Les Enquêtes Jobidon : inspecteur Dufresne
- 1963-1966 : De 9 à 5 : Grégoire
- 1964-1967 : Septième nord : Dr Laurent Desgagné
- 1966-1967 : Minute, papillon ! : coréalisateur (avec Maurice Leroux)
- 1968-1969 : Les Martin : Gaston Côté
- 1973 : Quelle famille! : M. Allaire
- 1974-1976 : La Petite Patrie : professeur Filiol
- 1981-1982 : Le Temps d'une paix : Dr Pomerleau
- 1983-1985 : La Vie promise

## Distinctions

### Récompenses
- 1947 : Prix d’interprétation masculine de langue française au Festival dramatique national, pour son interprétation de Sganarelle dans Le Médecin malgré lui de Molière[15].
- 1954 : Trophée Frigon de la meilleure réalisation à Radio-Canada, pour L’Homme au parapluie de William Morum et William Dinner[22].
- 1963 : Trophée de la meilleure mise en scène pour L’Alcade de Zalamea de Pedro Calderón de la Barca, présentée au théâtre du Rideau vert[16],[22].

## Anecdotes
Georges Groulx a été le réalisateur de la première émission dramatique présentée à Radio-Canada, Œdipe roi. La transmission se faisait alors en direct. « À cette occasion, se rappelle Georges Groulx, la société d’État avait organisé une grande réception dans le hall d’entrée avec quantité de moniteurs. Tous les grands directeurs étaient présents. Nous fonctionnions seulement avec deux caméras, or, au milieu de l’émission, une des caméras a brisé. C’était pour nous une véritable catastrophe. Nous avons appelé un spécialiste en électronique, qui se trouvait dans l’immeuble. Il a ouvert la caméra. Il y avait à peu près trois cents fils et il était impossible de voir lequel était défectueux. Il a alors refermé l’appareil et lui a donné un magistral coup de pied. L’image est aussitôt réapparue, parfaite. Je me suis dit : “Voilà un génie ” ! À la fin de l’émission, je me suis rendu compte que j’avais fumé plus de quarante cigarettes. »